# Natura morta con bottiglia di liquore
Natura morta con bottiglia di liquore è un'opera realizzata nel 1909 dal pittore spagnolo Pablo Picasso. È conservata al Museum of Modern Art di New York. Quest'opera è un olio su tela e misura cm 81,6x65,4.
Questo è uno degli ultimi quadri naturalistici di Picasso: dall'anno seguente, infatti, i singoli elementi della composizione diverranno sempre più astratti.